# کارولین پیلهاتش
کارولین پیلهاتش (آلمانی: Caroline Pilhatsch؛ زادهٔ ۱ مارس ۱۹۹۹) شناگر زن اهل اتریش است.
وی در مسابقات کشوری و بین‌المللی در مجموع برندهٔ ۱ مدال نقره شده‌است.